# الماس‌های آغشته به خون
الماس‌های آغشته به خون (ایتالیایی: Diamanti sporchi di sangue) یک فیلم جنایی ایتالیایی به کارگردانی فرناندو دی لئو است که در سال ۱۹۷۸ منتشر شد.

## بازیگران
- کلاودیو کاسینلی
- مارتین بالسام
- باربارا بوشه
- پیر پائولو کاپونی
- ویتوریو کاپریولی
- اُلگا کارلاتوس